# Schwere Panzerjäger-Abteilung 559
De Panzerabwehr-Abteilung (mot) 559 / Panzerjäger-Abteilung 559 / Panzerjäger-Abteilung (Sfl) 559 / schwere Panzerjäger-Abteilung 559 (Panther) was tijdens de Tweede Wereldoorlog een Duitse Panzerjäger-eenheid van de Wehrmacht ter grootte van een afdeling, uitgerust met gemechaniseerd geschut. Deze eenheid was een zogenaamde Heerestruppe, d.w.z. niet direct toegewezen aan een divisie, maar ressorterend onder een hoger commando, zoals een legerkorps of leger.
Deze Panzerjäger-eenheid kwam in actie aan het westfront in 1940 en aan het oostfront in 1941 – 1944. Deze eenheid begon met getrokken antitankkanonnen en ging langzaam over op antitankkanonnen op zelfrijdende onderstellen. Tegen begin 1944 was de eenheid opgebrand. Teruggetrokken naar de Heimat, werd deze Abteilung omgevormd tot de tweede eenheid met Jagdpanthers. Vanaf september 1944 volgde inzet in België/Nederland, daarna kort in Lotharingen en vervolgens in de Slag om de Ardennen. In 1945 volgden terugtrekkingen verder Duitsland in. De laatste inzet was noordelijk van Berlijn, opnieuw tegen de Sovjets.

## Krijgsgeschiedenis

### Panzerabwehr-Abteilung (mot) 559
De Panzerabwehr-Abteilung (mot) 559 werd opgericht op 26 augustus 1939 bij Stuttgart als Heerestruppe voor het 7e Leger. In de winter 1939/40 lag de Abteilung dus in Zuidwest-Duitsland.
Op 1 april 1940 werd de Abteilung omgedoopt in Panzerjäger-Abteilung 559.

### Panzerjäger-Abteilung 559
Op 10 mei 1940 beschikte de Abteilung over 3 compagnieën met elk 12 x 3,7 cm Pak en was toebedeeld aan het 23e Legerkorps dat vervolgens Luxemburg bezette. In november 1940 was de Abteilung bij het 43e Legerkorps rond Rouen. Begin zomer 1941 werd de Abteilung dan naar Oost-Pruisen getransporteerd. Vanaf 22 juni 1941 stond de Abteilung onder bevel van het 56e Gemotoriseerde Korps voor de opmars richting Leningrad. De Abteilung was deels uitgerust met de Panzerkampfwagen 35R 731 (f), maar al na enkele dagen waren alle door mechanische problemen uitgevallen. In oktober 1941 volgde een wisseling naar het 7e Legerkorps voor de opmars naar Moskou. In januari 1942 nam de Abteilung deel aan de defensieve slagen rond Juchnov.
Op 1 mei 1942 werd de brigade omgedoopt in Panzerjäger-Abteilung (Sfl) 559.

### Panzerjäger-Abteilung (Sfl) 559
De omdoping betekende ook een verandering, die werd doorgevoerd op de vliegbasis Pukhavichi. De 3e compagnie werd opgeheven en de Panzerjäger-Kompanie 601 werd ingevoegd. Deze compagnie beschikte over de zogenaamde 8,8 auf Sd. Kfz. 8, ZgKw 12 t, het beroemde 8,8 cm kanon op een halfrupsvoertuig. De Abteilung beschikte nu ook over 7,62 cm Pak op zelfrijdende onderstellen (7,62-cm Pak auf Sfl.) van het eerste type Marder II, vandaar de nieuwe naam. Eind mei 1942 ging de Abteilung dan naar het gebied rond Koersk en maakte zich klaar om deel te nemen aan Fall Blau. Na de inname van Voronezj, bleef de Abteilung ten zuiden van deze stad langs de Don in actie, eerst als steun voor het 2e Hongaarse Leger tot november, in december bij het 8e Italiaanse Leger en vanaf 25 december 1932 weer bij de Hongaren. De Abteilung kwam daarbij in actie tijdens de Sovjet Ostrogozjsk-Rossosh Operatie in januari 1943. Daarna volgde een terugtocht die eindigde bij Soemy medio februari 1943. De rest van 1943 bracht de Abteilung door bij het 13e Legerkorps, eerst in het gebied westelijk van Koersk, maar nam niet deel aan de Slag om Koersk zelf. Daarna volgde de terugtocht naar de Dnjepr en de winterslagen rond Kiev/Zjytomyr. Tegen 10 februari 1944 has de Abteilung zijn laatste Marder’s verloren. Op 21 februari 1944 werd de gedecimeerde Abteilung op transport gezet naar Oost-Pruisen, naar Oefenterrein Milau om opnieuw opgericht te worden en te worden heruitgerust en kwam daar op 28 februari 1944 aan.
Op 10 april 1944 werd de brigade officieel omgevormd in schwere Panzerjäger-Abteilung 559 (Panther).

### schwere Panzerjäger-Abteilung 559 (Panther)

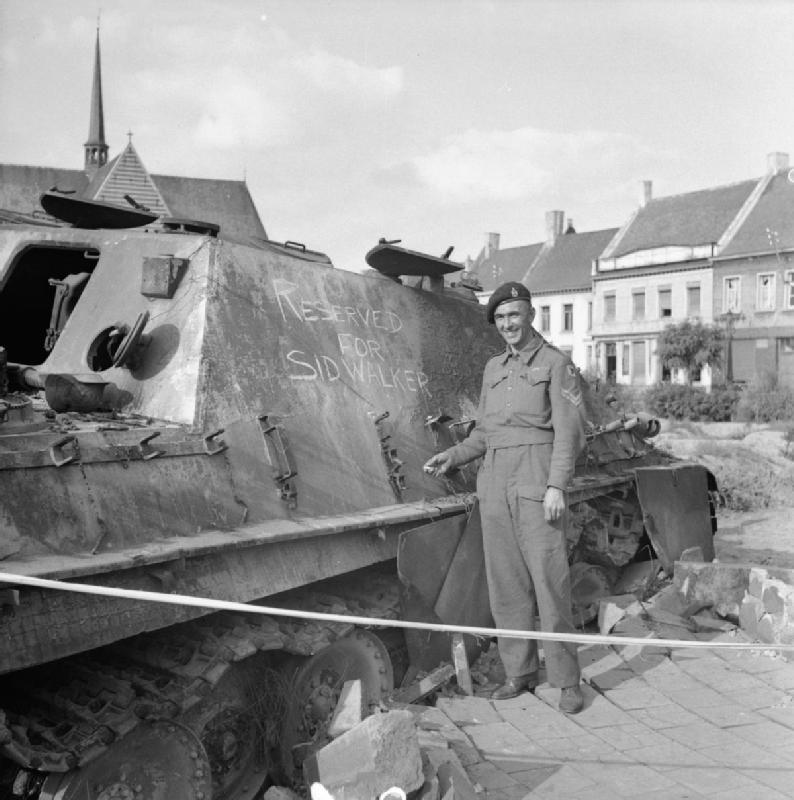
Nog een uitgeschakelde Jagdpanther van de Abteilung in Geel

De nieuwe uitrusting zou bestaan uit de Jagdpanther. De toewijzing hiervan liep echter mondjesmaat. Op 18 mei 1944 werden de eerste 5 exemplaren toegestuurd. Aangezien de productie van de Jagpanther zeer langzaam verliep, werd besloten een zogenaamde hybride organisatievorm in te voeren, met de 1e Compagnie met Jagdpanthers en de andere twee compagnieën met Sturmgeschütze. Uiteindelijk werden pas tussen 21 en 25 augustus 1944 in totaal 28 Sturmgeschütz III en 11 Jagdpanther’s naar de Abteilung verscheept. De allerlaatste Jagdpanther van de 17 werd pas op 3 september opgestuurd. Dat was pas nadat de Abteilung op 1 september per spoor Milau had verlaten. De Abteilung werd op drie stations uitgeladen: ’s-Hertogenbosch, Tilburg en Baarle-Nassau. Op 6 september was de eenheid gevechtsgereed en ze werd nu ingezet om de Britse opmars naar de Nederlandse grens te stoppen. De Abteilung werd ingezet langs het Albertkanaal, waarbij de 1e en 2e compagnieën naar Antwerpen gingen (bij 719e Infanteriedivisie) en de 3e compagnie naar Kampfgruppe Chill. In gevechten bij Antwerpen, Beringen en Geel gingen in zes dagen totaal 23 voertuigen verloren: 8 Jagdpanther en 15 Sturmgeschütze. De volgende 9 dagen bleef de Abteilung tussen Geel en Turnhoutin actie om het oprukken van de Britse troepen te vertragen en tegen te houden. Vervolgens kreeg de Abteilung een nog belangrijker taak. Het ageren tegen Operatie Market Garden. Al op de eerste twee dagen van deze operatie kwamen de Sturmgeschütze in actie tegen de opmars naar Eindhoven. Op 24 september nam de Abteilung deel aan het doorbreken van de “Corridor” (de weg van Eindhoven naar Nijmegen) bij Koevering/Logtenburg. Dit was succesvol en de weg/corridor was 44 uur onderbroken voor de geallieerden deze weer vrij kon maken. De Abteilung had op 25 september echter alleen nog maar vier Jagdpanther operationeel en geen Sturmgeschütze. Tegen 4 oktober kreeg de Abteilung versterking van 12 Sturmgeschütze die eerst bedoeld waren voor Heeres-Sturmgeschütz-Brigade 280. De gehele maand oktober kwam die Abteilung in actie tegen de opmars van de geallieerden in westelijk Brabant, alsmede in actie bij de verdediging van ’s-Hertogenbosch. Uiteindelijk trok de laatste Jagdpanther op 1 november 1944 over de Moerdijkbruggen en verliet daarmee Brabant.
Op 12 november 1944 ging de Abteilung op transport vanuit Utrecht naar Haguenau en kwam daar op 24 november onder bevel van de Panzer-Lehr-Division. De operaties in dit gebied duurden tot 8 december 1944, waarop de Abteilung in twee dagen per trein naar Bullay gebracht werd. Hier volgde een korte opfrissing en acht nieuwe Jagdpanthers en 18 stuks Jagdpanzer IV/70(V) werden ontvangen. Kort voor het Ardennenoffensief werd de Abteilung weer onder bevel geplaatst van de Panzer-Lehr-Division als vervanging voor de missende I. Abteilung van Panzer-Lehr-Regiment 130. Toen dit offensief losbarstte, rukte de Abteilung als deel van deze divisie via Wiltz op naar Bastenaken en liep daar vast. Na enkele dagen van pogingen de stad in te nemen, trok de Abteilung verder, naar Saint-Hubert, Rochefort en uiteindelijk als verste punt Ciergnon op 24 december 1944. Daarna volgden verdedigende gevechten, eerst meest rondom Saint-Hubert, tot rond 10 januari 1945. Op 14 januari ging de 1e Compagnie (met de laatste zes Jagdpanthers) geheel verloren bij een tegenaanval bij Houffalize. De daaropvolgende dagen trok de Abteilung de Duitse grens weer over en streek neer in een bosgebied bij Krautscheid. Wegens gebrek aan brandstof bleef de Abteilung hier vier weken en was vanaf 21 januari ook niet meer bij de Panzer-Lehr-Division. Overigens werden op 13 januari nog zes Jagdpanthers naar de Abteilung op transport gezet. Op 13 maart kwamen daar nog vijf bij. In maart 1945 was de Abteilung ondergebracht bij het XIII SS Korps in de Zuidwest-Pfalz en werd door de Amerikaanse Operatie Undertone terug over de Rijn gedrongen. De terugtocht volgde richting het oosten tot Eisenach.
De Abteilung viel vervolgens volledig uit elkaar. De bevoorradingscompagnie en een werkplaatspeloton werden op 23 april 1945 bevolen zich aan te sluiten bij  Panzerkampfgruppe XIII in Beieren. Begin april was de 3e Compagnie in de Harz aangekomen. Toen op 20 april de ook daar aanwezige Infanteriedivisie Potsdam zichzelf ontbond, ontbond ook Franz Kopka zijn eenheid en stuurde zijn mannen naar huis. De staf en de 1e Compagnie en een werkplaatspeloton van de Abteilung werden op 20 april 1945 met 19 nagelnieuwe Jagdpanthers toegevoegd aan de net uit Oost-Pruisen ontsnapte 7e Pantserdivisie. Deze divisie moest zich voor de oprukkende Sovjetleger terugtrekken ten noorden van Berlijn, van Penzlin, via Waren en Goldberg naar de demarcatielijn. Daar eindigde het voor de Abteilung.

### Einde
Op 3 mei 1945 gaven de laatste delen van de schwere Panzerjäger-Abteilung 559 (Panther) zich over bij Schwerin aan Britse troepen.

## Samenstelling 1944
- Staf met 4x Jagdpanther/Jagdpanzer IV
- 1e Compagnie – met 14x Jagdpanther
- 2e Compagnie – met 14x Sturmgeschütz III
- 3e Compagnie – met 14x Sturmgeschütz III – vanaf december 1944 met 15x Jagdpanzer IV

## Commandanten
| Rang                             | Naam                                        | Begin             | Eind              |
| -------------------------------- | ------------------------------------------- | ----------------- | ----------------- |
| Major                            | Hans-Georg Freiherr von Türkheim zu Altdorf | 26 augustus 1939  | 22 april 1940     |
| Major                            | Wilhelm Häfner                              | 22 april 1940     | 12 november 1943  |
| Hauptmann vanaf 1 mei 1944 Major | Erich Sattler                               | 1 december 1943   | 8 september 1944  |
| Oberleutnant                     | Franz Kopka                                 | 8 september 1944  | 8 september 1944  |
| Oberleutnant                     | Edmund Haile                                | 8 september 1944  | 17 september 1944 |
| Oberleutnant                     | Franz Kopka                                 | 17 september 1944 | 31 oktober 1944   |
| Major                            | Erich Sattler                               | 1 november 1944   | 8 mei 1945        |

Major Häfner raakte (voor de 5e keer) gewond bij gevechten rond Levkiv en viel uit.

Hauptmann Sattlers Jagpanther werd geraakt bij Geel, tijdens het ontsnappen viel Sattler vanaf het voertuig en raakte zwaargewond. Hij werd vervangen door Oberleutnant Kopka, de commandant van de 3e compagnie. Die raakte dezelfde dag ook zwaargewond en werd tijdelijk vervangen door Oberleutnant Haile.
schwere Panzerjäger-Abteilung 88 · schwere Panzerjäger-Abteilung 93 · schwere Panzerjäger-Abteilung 512 · schwere Panzerjäger-Abteilung 519 · schwere Panzerjäger-Abteilung 525 · schwere Panzerjäger-Abteilung 559 · schwere Panzerjäger-Abteilung 560 · schwere Panzerjäger-Abteilung 583 · schwere Panzerjäger-Abteilung 586 · schwere Panzerjäger-Abteilung 653 · schwere Panzerjäger-Abteilung 654 · schwere Panzerjäger-Abteilung 655 · schwere Panzerjäger-Abteilung 673